# 玛格丽特·洛曼
玛格丽特·D·洛曼（英語：Margaret D. Lowman，1953年12月23日—）是一位美国的生物学家、教育家、生态学家、作家、探险家和公共演讲家，主要研究林冠生态学，特别是冠层植物与昆虫的关系以及构建樹冠步道，被誉为“树梢上的爱因斯坦”，主要作品有《树梢上的人生——一个女子的野外历险》（Life in the Treetops）等。
她被誉为“林冠研究之母”。在30多年时间里她设计了热气球和空中走道来探索森林的秘密，尤其是昆虫与森林的互动和生态系统的健康。她描述林冠的生物多样性，在全世界为森林保护工作做宣传。
洛曼1976年在威廉姆斯学院获得生物学学士学位，1978年在阿伯丁大学获得生态学硕士学位，她在悉尼大学获得植物学博士学位，以及在塔克商学院学过经济管理。

## 研究
洛曼发表了上百篇经过同行评审的科学论文和书本书，其中包括《树梢上的人生——一个女子的野外历险》（1999年）、《上面有密林》（2006年）和《树航员》（2021年）。从1978年到1989年洛曼实地研究雨林和干旱森林的林冠。她在澳大利亚协助发现桉树焦枯病的原因，协助森林保护和恢复的工作。她在马萨诸塞州威廉姆斯学院教学，在林冠研究的许多方面做出起步的贡献。她在威廉姆斯学院时设计建造了北美第一条樹冠步道。

## 工作
洛曼目前任加利福尼亚州科学院全球倡议董事和资深科学家。她的任务在于制定科学院的可持续性科学战略和推广科学院的成果，把她的小组的成就传授给从小学到公司经理到国际会议的社群中去。
此前她是科学院科学和克持续性的董事。她负责科学院的科学研究和探索项目以及科学院的地球可持续性生活研究的项目。她领导了科学院21世纪结合地区性和全球性可持续性研究的战略。她重组了科学院内部运行，给相关科学、可持续性和收藏提供优先性，加强了科学院的经济效益。
在此之前她在北卡罗来纳州立大学任研究教授，她是北卡罗来纳州立大学自然科学博物馆自然研究中心的首任指导。与北卡罗来纳州立大学合作下洛曼创办、建筑了该研究中心的研究部门，为它收纳了人员，制定了其研究项目。她被提升为整个博物馆的资深科学家和学术合作和全球倡议指导。她是自然研究中心的主顾问和帮助促进其使命。
她曾经担任美国生态协会的副主席、热带生物和保护协会的司库、树基金会的执行董事、探险家俱乐部和地球觀察的理事和前佛罗里达州财政部长亚历克斯·辛克的气候变化顾问。此前她曾任佛羅里達新學院环境倡议指导、玛丽·塞尔比植物园经理和威廉姆斯学院生物和环境研究教授。
洛曼相信通过教育可以保护环境，这是她的书《上面有密林》的一个重要主题。她参与多项美国中学教育项目和众多其它环保教育项目。她写的关于林冠生态的书不仅仅描写她的工作领域，而且也描写了一个妇女在一个男子为主的工作领域工作的情形和单身妇女带孩子的情况。她的儿子们参加《上面有密林》的写作，从他们的角度描写了他们母亲的生涯和他们的家庭是怎样不仅仅幸存，而且兴荣。她的小儿子继承母亲的工作协助创办了OpenBiome。

## 组织
1999年洛曼上任佛罗里达州萨拉索塔玛丽·塞尔比植物园经理，在她的协助下植物园的募捐上升超过100%，其成员通过“朋友介绍朋友”项目也提高。许多人参加聆听植物园每周二的公开授课“热带周二”。在她任期间植物园的收支从负转正。其成员数加倍。当理事会将植物园的任务从植物学和环保方向移向其它方向时洛曼接受佛羅里達新學院的提议去往那里任生物学和环境研究教授。林冠生态中心也随洛曼从植物园移到新学院。
洛曼是树基金会的创办人之一。她依然是该基金会的经理。该基金会支持树的研究、探索和教育。基金会资助来自发展中国家的学生学习美国的森林保护，建造了美国第一条樹冠步道，通过独特的科学-宗教合作保护埃塞俄比亚宝贵的森林部分，并不断教育年轻人森林保护。

## 接触林冠
洛曼成为一个各种接触林冠技术的专家，她使用过弹弓发射的绳索、带橇的热气球、林冠吊车和樹冠步道等技术。1997年洛曼亲自建议建造米亚卡河州立公园树冠步道，2000年该步道向公众开放。